# David Clayton-Thomas

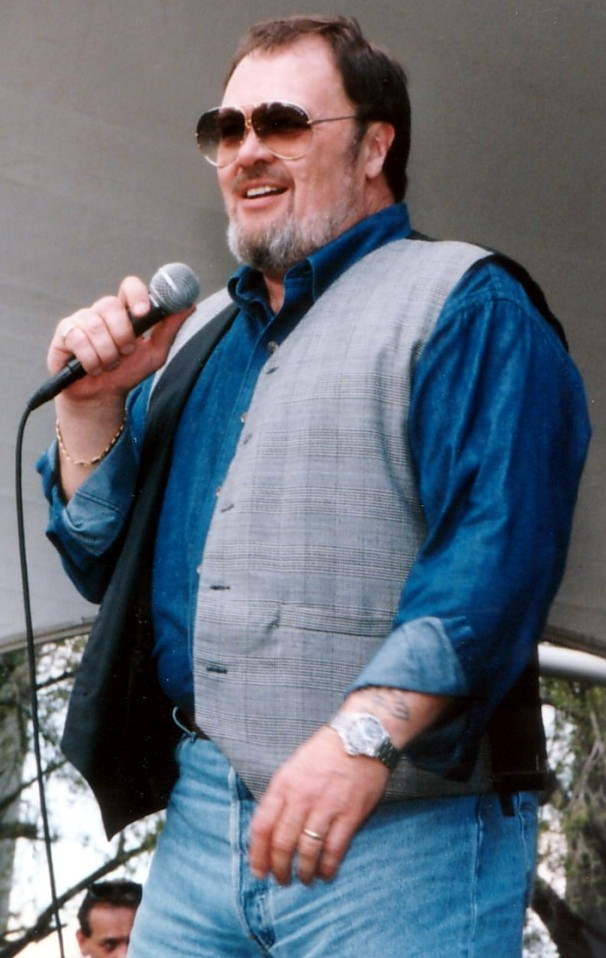
David Clayton-Thomas (2006)

David Clayton-Thomas (* 13. September 1941 in Surrey, Vereinigtes Königreich; eigentlich David Henry Thomsett) ist ein kanadischer Musiker. Er war Sänger der Gruppe Blood, Sweat & Tears.

## Karriere
Er wurde als Sohn eines kanadischen Soldaten und einer englischen Music-Hall-Sängerin in Surrey geboren. Als er vier Jahre alt war, zog die Familie nach Kanada. Aufgewachsen in der Gegend um den Ahmic Lake (Ontario), erlernte er autodidaktisch Gitarre und Klavier und arbeitete mit neunzehn in den Stahlwerken von Hamilton.
Zwischen 1963 und 1965 leitete er die Rockgruppe Fabulous Shays und 1966 The Boss Men, mit denen er seinen Bestseller Brainwashed sechzehn Wochen lang auf Platz eins der kanadischen Hitparade platzieren konnte.
1968 ging er zunächst als Leadgitarrist zu John Lee Hooker und wechselte im selben Jahr als Sänger zu Blood, Sweat & Tears.
Mit diesen hatte er Hits wie You've Made Me So Very Happy, And When I Die, Hi-De-Ho, Spinning Wheel und die selbst komponierten Songs Lucretia MacEvil und Go Down Gamblin. Seine Rolle in dieser Band war umstritten: Zwar priesen Kritiker seine „kraftvolle rhythmische Phrasierung und eine Stimme, die mühelos vom tiefen Bariton bis zu hohen Falsett-Tönen reicht“ (New York Times), bemängelten aber auch seine vokalen Manierismen und seine Knödel-Artikulation. Noch als Mitglied von BS&T produzierte er im Herbst 1971 seine erste Solo-LP und machte sich 1972 als Solist selbständig.
Clayton-Thomas sagte später, dass es bereits zu seinem Einstieg bei Blood, Sweat & Tears interne Querelen gab. Seinen Austritt 1972 führte er auf Differenzen zu Steve Katz zurück. Über die interne Spannungen bei B,S & T sagte er später: „Man kann nicht neun Superstars in einer Gruppe haben. Mick und Keith, klar. John und Paul, gut. Aber nicht neun.“
Für seine Sanctuary Band, mit der er im Oktober 1972 beim Songfestival in Rio de Janeiro den mit 16.000 Dollar dotierten ersten Preis gewann, konnte er vorzügliche Musiker rekrutieren:
Danny Kortchmar (Gitarre) hatte zuvor mit James Taylor und Carole King gearbeitet. Willy Weeks (Bass) kam aus den Bands von Donny Hathaway und Roberta Flack, Kenneth Rice von Aretha Franklin.
Weitere Musiker auf der zweiten Soloplatte Tequila Sunrise: William Smith (Keyboard), Michael Jay Weinstein (Harm), Kenny Marco (Gitarre), Chuck Rainey (Bass), Tessie Calderon (Drums).
Da ihm Columbia/CBS jedoch angeblich die vorher vereinbarte Publicity-Unterstützung versagte und bei der Tantiemenüberweisung säumig blieb, ging Clayton-Thomas 1973 vor Gericht und zur Konkurrenz RCA. Die dort veröffentlichte LP Harmony Junction kam nicht über seine Columbia-Soloumsätze von etwa 50.000 Exemplaren pro Platte hinaus. Deshalb kehrte er Ende 1974 als Bandsänger zu Blood, Sweat & Tears zurück.
Von 1975 an ließ er in ebenso großen Lettern wie der Bandname auf die Plakate drucken: Featuring David Clayton-Thomas. Er teilte sich die Rechte an dem Bandnamen nun mit dem Drummer Bobby Colomby und rekrutierte während der 80er mehrfach Gruppen für Revival-Auftritte, die aber nach Nuclear Blues (1980) keine Platten hervorbrachten.
1990 verklagte er die Autoren des Milli-Vanilli-Hits All Or Nothing, seinen Hit Spinning Wheel plagiiert zu haben, und schloss einen Solovertrag mit dem Zoo Records-Label SRC.
Bei einem BS&T-Auftritt im Juni 1995 in West Bloomfield Michigan, schockierte er das Publikum mit der Bemerkung, das Wetter sei heute „so heiß wie der letzte Zug nach Auschwitz“. Im Juni 1996 wurde er im kanadischen Hamilton, Ontario, für sein Lebenswerk geehrt. Im selben Jahr wurde er in die Canadian Music Hall of Fame aufgenommen.
1999 veröffentlichte sein Soloalbum Bloodlines, auf dem unter anderem die ehemaligen BS&T-Mitglieder Fred Lipsius, Randy Brecker, Mike Stern und Lew Soloff zu hören sind.